# Blanot (Saône-et-Loire)
Pour les articles homonymes, voir Blanot.
Blanot est une commune française située dans le département de Saône-et-Loire en région Bourgogne-Franche-Comté.

## Géographie
Blanot est une commune du Clunisois, à la lisière du Tournugeois et du Haut-Mâconnais.
Blanot est un village typique de la Bourgogne du Sud surplombé par le mont Saint-Romain, accessible via les routes départementales D 15 au sud et D 82 à l'est, à proximité des agglomérations de Cluny (célèbre pour son abbaye) et Taizé (mondialement connue dans le monde chrétien).
Dans un cadre de collines boisées, de prairies et de vignoble, le centre du village composé de maisons anciennes et typiques du Mâconnais possède encore en fonctionnement son lavoir, sa fontaine et son four à pain.
Ses habitants sont les Blanotais ou Bieneutais.
Aux alentours se trouvent les trois hameaux de la commune tout aussi typiques qui sont Fougnières, Vivier et Nouville.
Sur le territoire de la commune est partiellement implantée une forêt domaniale appartenant au domaine privé de l’État : la forêt des Grisons (contenance totale : 557,23 ha), mêlant feuillus et conifères.
À Crue, écart isolé de Blanot situé à proximité du point de rencontre des communes d'Azé, de Donzy-le-Pertuis et de Saint-Gengoux-de-Scissé, une ferme a cessé d'être exploitée dans les années quarante. Le lieu a donné son nom à un maquis qui se créa dans les jours qui suivirent le débarquement allié en Normandie : le maquis de Crue, qui fut engagé, notamment, dans la bataille d'Azé (2 juillet) puis dans celle pour la libération de Cluny (11 août).

### Communes limitrophes
Les communes limitrophes sont  Azé, Bissy-la-Mâconnaise, Bray, Chissey-lès-Mâcon, Cortambert, Donzy-le-Pertuis et Saint-Gengoux-de-Scissé.

### Accès et transports
En Bourgogne du Sud, à quelques kilomètres de Cluny, dans les monts du Mâconnais, on accède à Blanot par l’A6 (sortie Mâcon-Sud, direction Cluny) puis par la D 15 et D 146 et D 446, ou par l’A6 (sortie Mâcon-Nord, direction Tournus), par la N 6, puis D 15 et D 973 et D 146 et D 446. La gare ferroviaire la plus proche est celle de Mâcon-ville (26 km). La gare TGV est celle de Mâcon-Loché (28 km). L’aéroport est celui de Lyon-Saint-Exupéry. L'aérodrome est celui de Mâcon-Charnay.

### Climat
Pour des articles plus généraux, voir Climat de la Bourgogne-Franche-Comté et Climat de Saône-et-Loire.
En 2010, le climat de la commune est de type climat des marges montargnardes, selon une étude du Centre national de la recherche scientifique s'appuyant sur une série de données couvrant la période 1971-2000. En 2020, Météo-France publie une typologie des climats de la France métropolitaine dans laquelle la commune est dans une zone de transition entre le climat océanique altéré et le climat océanique altéré et est dans la région climatique Bourgogne, vallée de la Saône, caractérisée par un bon ensoleillement (1 900 h/an), un été chaud (18,5 °C), un air sec au printemps et en été et des vents faibles.
Pour la période 1971-2000, la température annuelle moyenne est de 10,6 °C, avec une amplitude thermique annuelle de 17,4 °C. Le cumul annuel moyen de précipitations est de 972 mm, avec 11,8 jours de précipitations en janvier et 7,7 jours en juillet. Pour la période 1991-2020, la température moyenne annuelle observée sur la station météorologique de Météo-France la plus proche, « Jalogny_sapc », sur la commune de Jalogny à 10 km à vol d'oiseau, est de 11,2 °C et le cumul annuel moyen de précipitations est de 873,4 mm. 
La température maximale relevée sur cette station est de 39,6 °C, atteinte le 12 août 2003 ; la température minimale est de −21,6 °C, atteinte le 17 janvier 1985,,.
Les paramètres climatiques de la commune ont été estimés pour le milieu du siècle (2041-2070) selon différents scénarios d'émission de gaz à effet de serre à partir des nouvelles projections climatiques de référence DRIAS-2020. Ils sont consultables sur un site dédié publié par Météo-France en novembre 2022.

## Urbanisme

### Typologie
Au 1er janvier 2024, Blanot est catégorisée commune rurale à habitat très dispersé, selon la nouvelle grille communale de densité à sept niveaux définie par l'Insee en 2022.
Elle est située hors unité urbaine et hors attraction des villes,.

### Occupation des sols
L'occupation des sols de la commune, telle qu'elle ressort de la base de données européenne d’occupation biophysique des sols Corine Land Cover (CLC), est marquée par l'importance des territoires agricoles (50,6 % en 2018), une proportion identique à celle de 1990 (50,6 %). La répartition détaillée en 2018 est la suivante :  forêts (49,4 %), prairies (39,8 %), zones agricoles hétérogènes (10,7 %). L'évolution de l’occupation des sols de la commune et de ses infrastructures peut être observée sur les différentes représentations cartographiques du territoire : la carte de Cassini (XVIIIe siècle), la carte d'état-major (1820-1866) et les cartes ou photos aériennes de l'IGN pour la période actuelle (1950 à aujourd'hui).

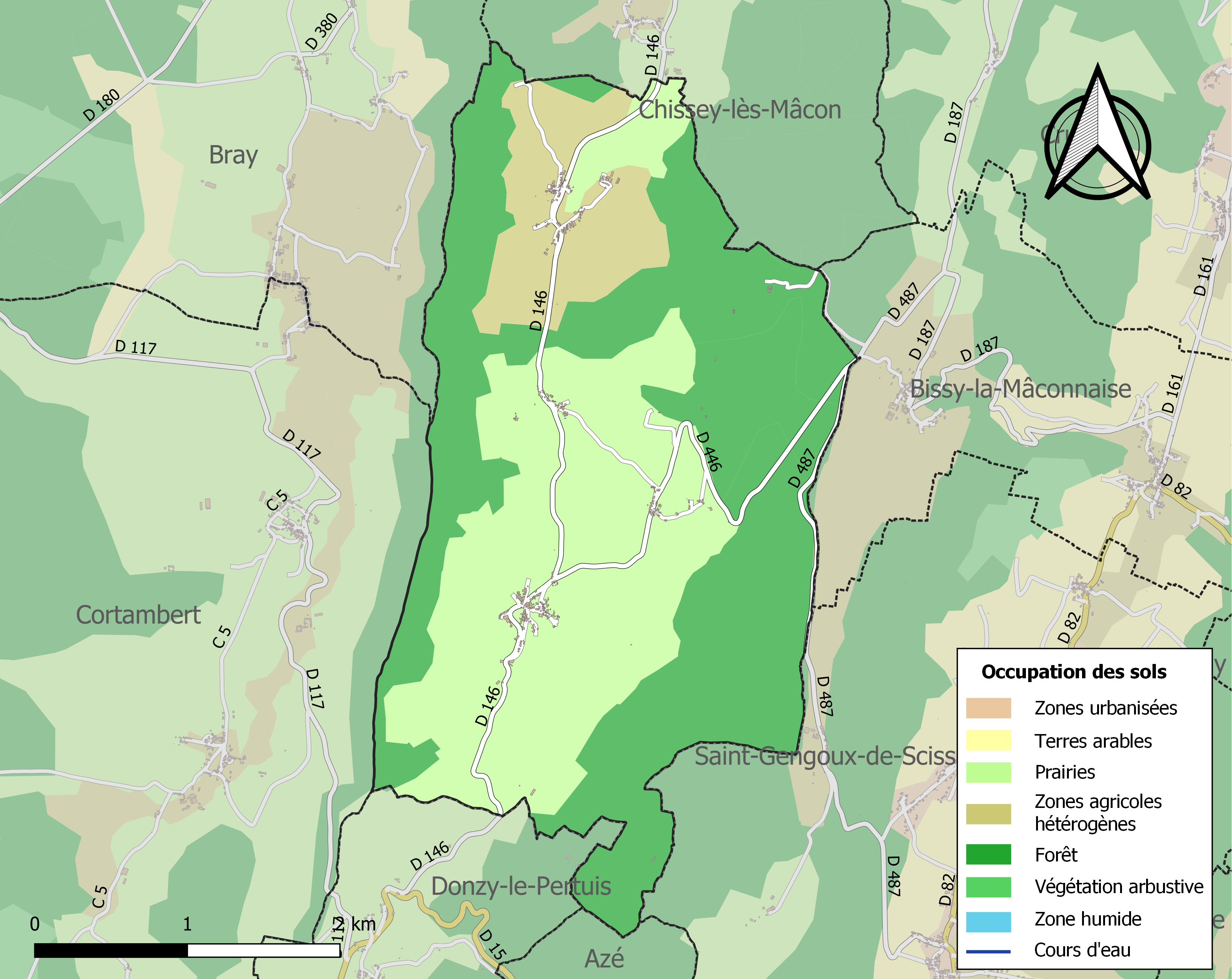
Carte des infrastructures et de l'occupation des sols de la commune en 2018 (CLC).

## Histoire

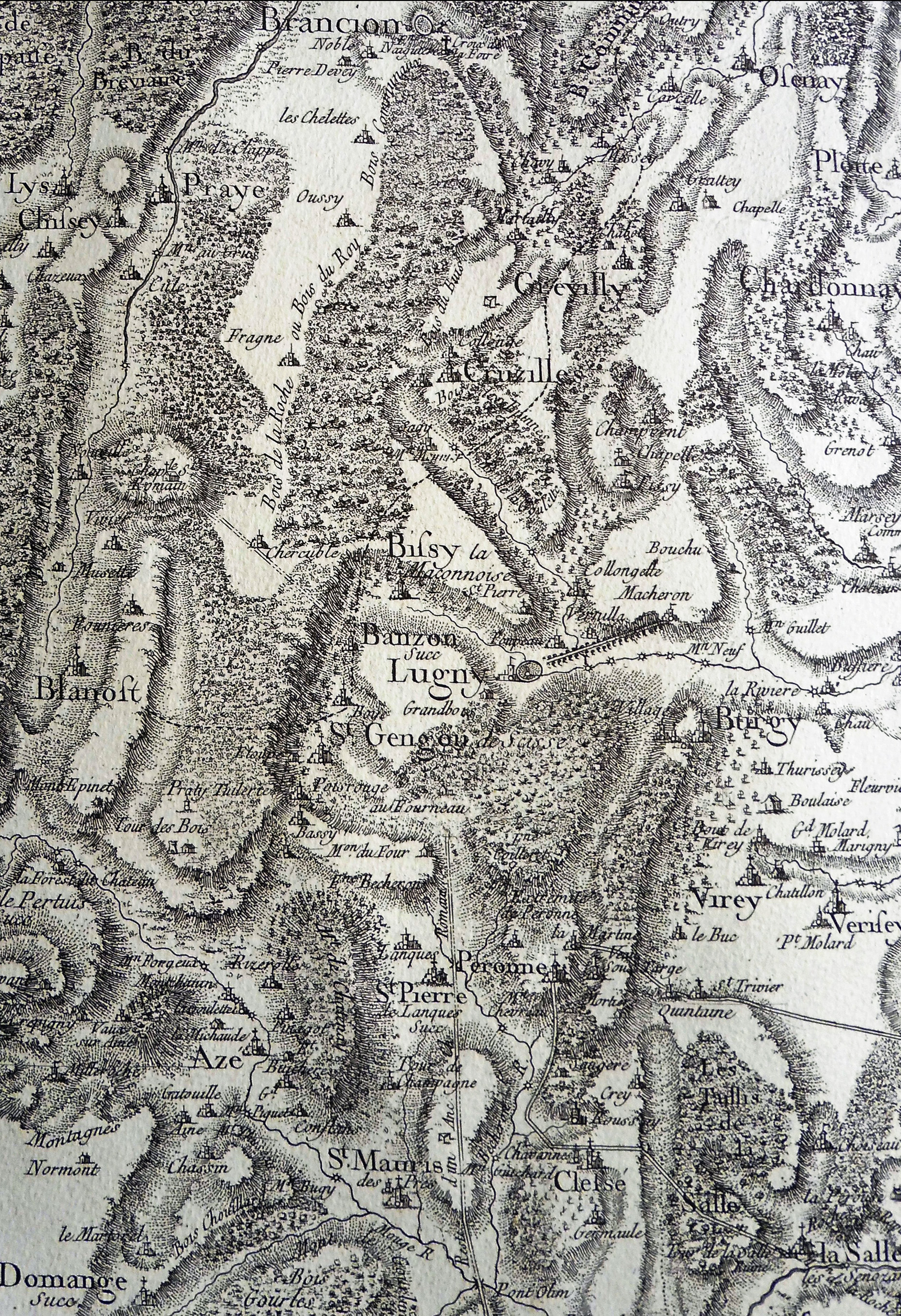
Blanot et ses environs sur la carte de Cassini (1759).

Février 1830 : le conseil municipal de Donzy-le-Pertuis, à l'unanimité, repousse un projet porté par la préfecture de Saône-et-Loire, dont l'objectif était de parvenir à une fusion de cette commune avec Blanot.
Engagé dès le début de 1943 dans la Résistance, le village est l'objet, le 23 janvier 1944, d'une opération menée par l'armée allemande assistée de la Gestapo, à la suite d'une dénonciation du maquis local. L'ensemble du réseau sera démantelé et huit hommes de Cormatin, Cruzille et Blanot seront embarqués dans un camion en direction de la prison de Montluc. Tous mourront en camp de concentration ou dans le train qui les emmenait en déportation.
En 1992, plusieurs sarcophages de pierre furent trouvés à proximité immédiate de l'ancien prieuré de Blanot.

## Politique et administration

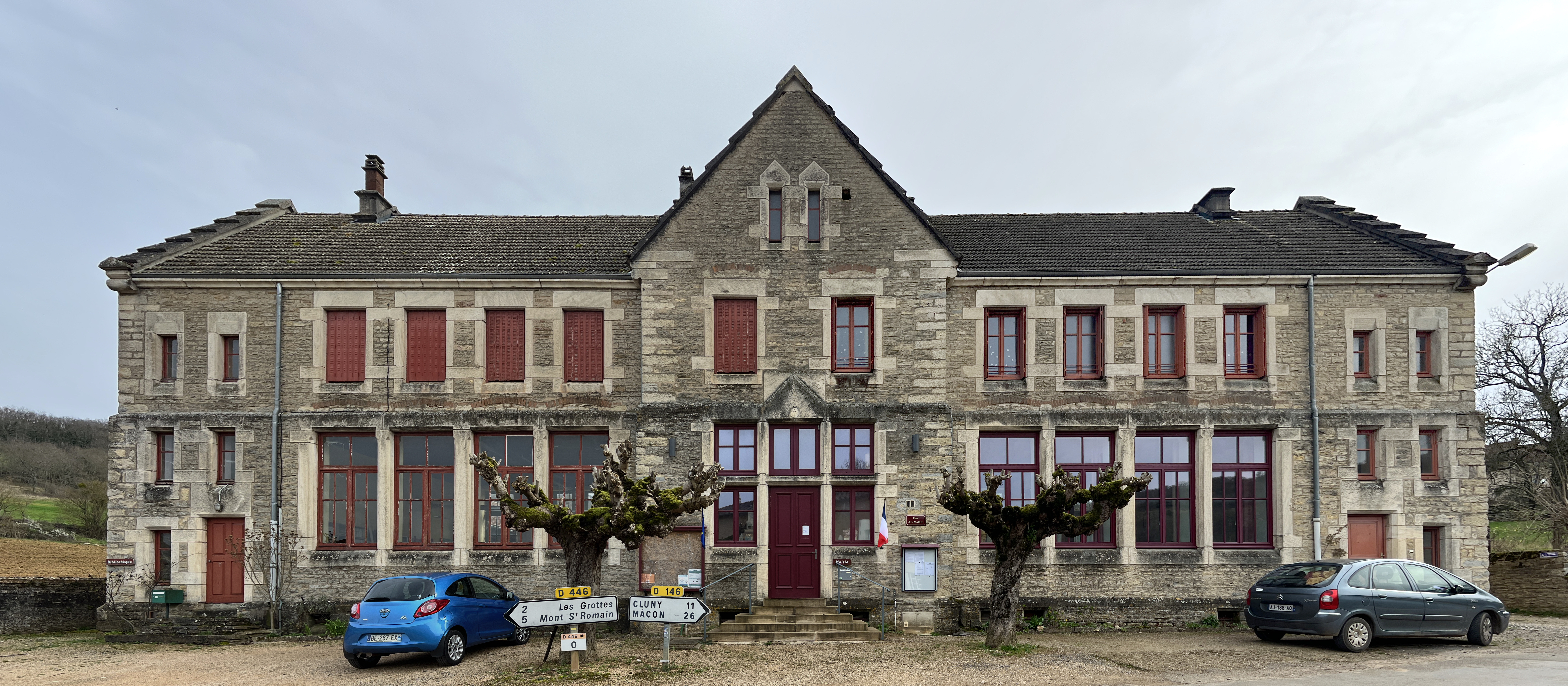
Mairie.

### Liste des maires
| Période                                  | Période   | Identité             | Étiquette | Qualité                                                                           |
| ---------------------------------------- | --------- | -------------------- | --------- | --------------------------------------------------------------------------------- |
| 1935                                     | 1944      | Jean Sangoy          |           | « Mort pour la France » le 6 juillet 1944,train de la mort de Compiègne à Dachau, |
| mars 1989                                | mars 2008 | Gabriel Commerçon    |           | Menuisier                                                                         |
| mars 2008                                | mars 2014 | Françoise Gardette   |           |                                                                                   |
| mars 2014                                | en cours  | Jean-François Farenc |           |                                                                                   |
| Les données manquantes sont à compléter. |           |                      |           |                                                                                   |

### Jumelages
Blanot est jumelée avec Mur, commune de Suisse (canton de Vaud).

## Démographie
L'évolution du nombre d'habitants est connue à travers les recensements de la population effectués dans la commune depuis 1793. Pour les communes de moins de 10 000 habitants, une enquête de recensement portant sur toute la population est réalisée tous les cinq ans, les populations de référence des années intermédiaires étant quant à elles estimées par interpolation ou extrapolation. Pour la commune, le premier recensement exhaustif entrant dans le cadre du nouveau dispositif a été réalisé en 2007.

En 2022, la commune comptait 196 habitants, en évolution de +15,98 % par rapport à 2016 (Saône-et-Loire : −1,06 %, France hors Mayotte : +2,11 %).
| 1793 | 1800 | 1806 | 1821 | 1831 | 1836 | 1841 | 1846 | 1851 |
| ---- | ---- | ---- | ---- | ---- | ---- | ---- | ---- | ---- |
| 612  | 574  | 681  | 665  | 717  | 629  | 619  | 623  | 639  |

| 1856 | 1861 | 1866 | 1872 | 1876 | 1881 | 1886 | 1891 | 1896 |
| ---- | ---- | ---- | ---- | ---- | ---- | ---- | ---- | ---- |
| 603  | 572  | 514  | 534  | 505  | 509  | 446  | 402  | 403  |

| 1901 | 1906 | 1911 | 1921 | 1926 | 1931 | 1936 | 1946 | 1954 |
| ---- | ---- | ---- | ---- | ---- | ---- | ---- | ---- | ---- |
| 390  | 401  | 354  | 310  | 272  | 244  | 219  | 211  | 185  |

| 1962 | 1968 | 1975 | 1982 | 1990 | 1999 | 2006 | 2007 | 2012 |
| ---- | ---- | ---- | ---- | ---- | ---- | ---- | ---- | ---- |
| 163  | 143  | 139  | 167  | 141  | 142  | 158  | 160  | 156  |

| 2017 | 2022 | - | - | - | - | - | - | - |
| ---- | ---- | - | - | - | - | - | - | - |
| 177  | 196  | - | - | - | - | - | - | - |

## Culture locale et patrimoine

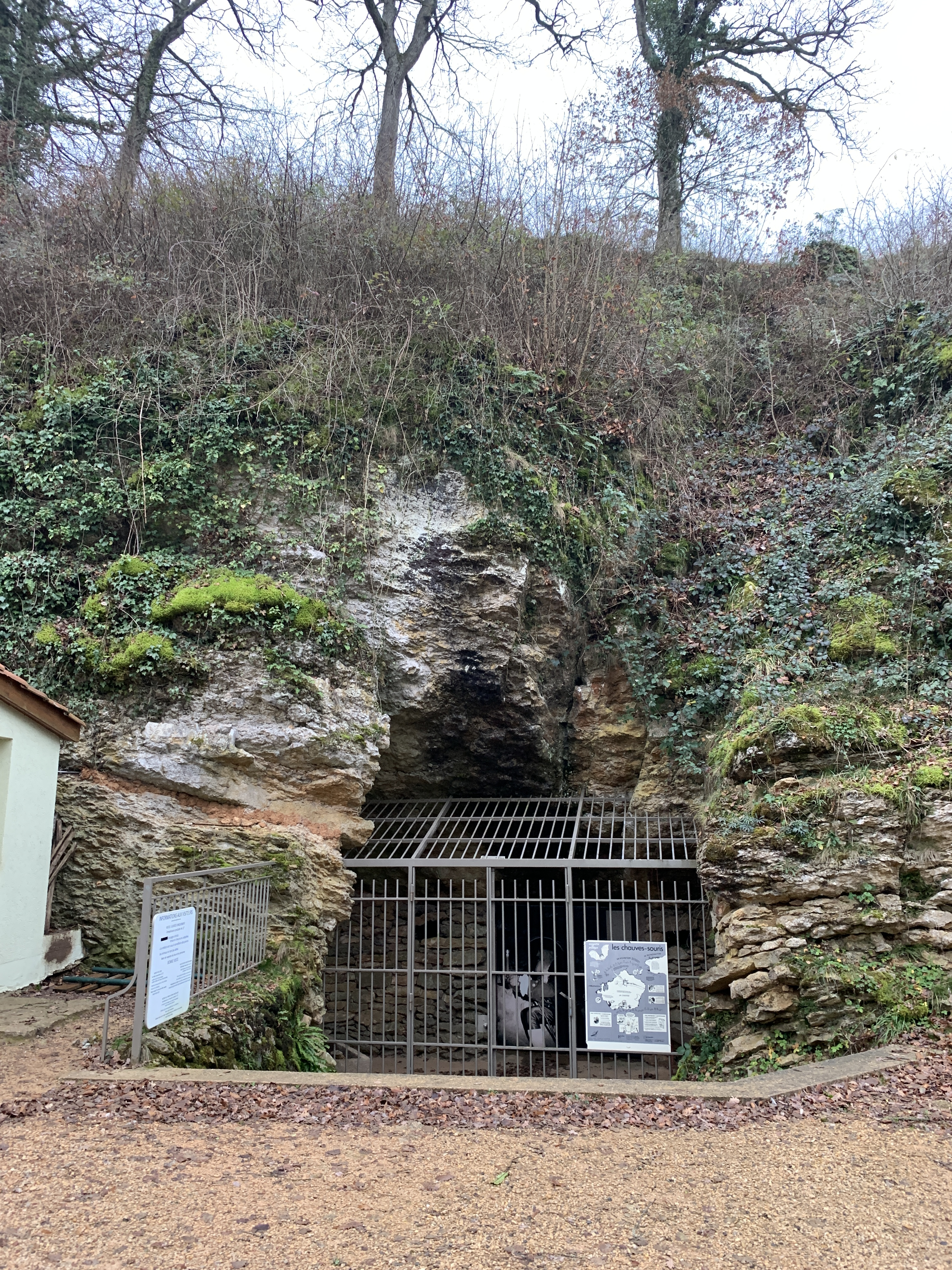
L'entrée des grottes de Blanot.

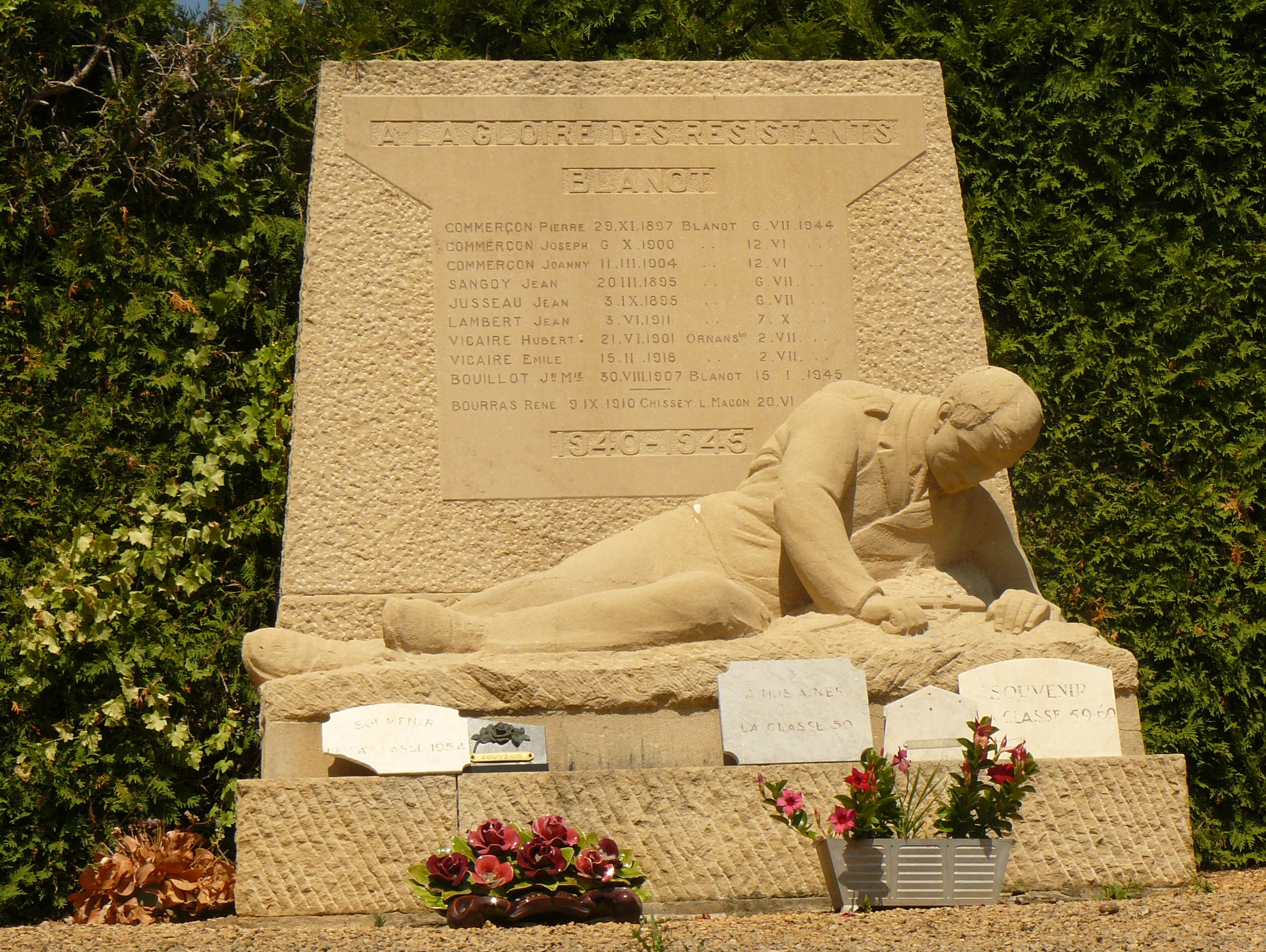
Monument élevé en 1946 à la mémoire des résistants de Blanot.

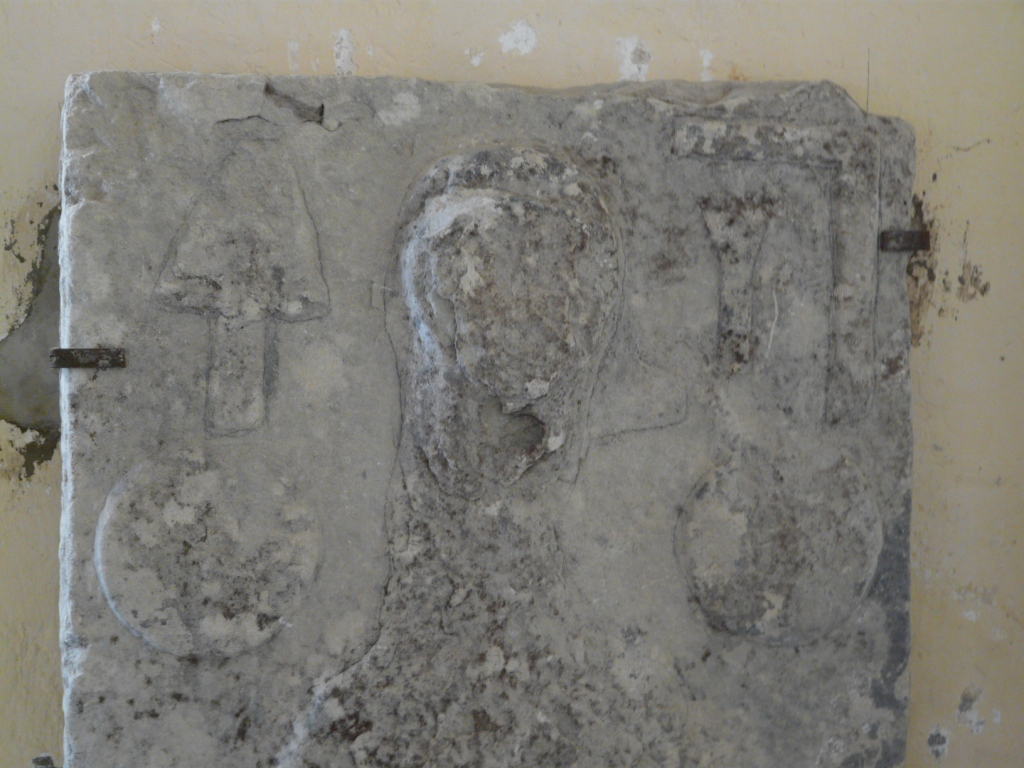
La pierre dite « du Compagnon », découverte en 1960 et dont les attributs sont ceux d'un tailleur de pierre.

### Lieux et monuments
- Les grottes de Blanot (appellation touristique de la grotte de la Cailleverdière)[27], qui s'ouvrent au pied du mont Saint-Romain et consistent en une succession de salles, la première surplombant une cavité profonde[28].
- L'église et prieuré Saint-Martin de Blanot (partie ancienne du XVIe siècle classé aux monuments historiques sur la base Mérimée), édifice consacré du diocèse d'Autun relevant de la paroisse Saint-Augustin en Nord-Clunisois (Ameugny).
- Le monument commémoratif élevé à la mémoire des dix hommes de Blanot morts pour fait de résistance pendant la Seconde Guerre mondiale, érigé par souscription publique et inauguré le 17 novembre 1946.
- La fontaine (classée aux monuments historiques sur la base Mérimée).
- Le lavoir de Blanot (classé aux monuments historiques sur la base Mérimée).
- Le lavoir de Fougnières (classé aux monuments historiques sur la base Mérimée).
- Le lavoir de Nouville (classé aux monuments historiques sur la base Mérimée).
- Le lavoir de Vivier (classé aux monuments historiques sur la base Mérimée).
- Le four à pain (rénové dans les années 2000).
- Le mont Saint-Romain : sommet de 579 m d'altitude offrant un superbe panorama permettant d'apercevoir le Mont Blanc par beau temps.
- Plusieurs tombes de l'époque mérovingienne (VIe et VIIe siècles).
- La pierre du Compagnon, dalle (1,76 m x 0,81 m) découverte vers 1960 aux abords de l'église (ancien cimetière), visible de nos jours à l'angle sud-ouest de la nef, rattachée au souvenir oralement transmis de génération en génération d'un ouvrier maçon ou charpentier qui serait mort accidentellement lors de la « construction » de l'église (pierre gravée d'un buste portant une croix, encadré de part et d'autre de plusieurs outils)[29].

Blanot est le point de départ de l'un des 17 circuits de randonnée balisés mis en place en 2022-2023 (sur 58 communes de Saône-et-Loire) par plusieurs intercommunalités au sein du territoire du Massif Sud Bourgogne, intitulé De village en hameaux (9,3 kilomètres, 365 mètres de dénivelé, départ à proximité du lavoir du bourg).

### Personnalités liées à la commune
- Pierre le Vénérable, neuvième abbé de Cluny.
- Jean de Blanot, juriste français du XIIIe siècle.

## Pour approfondir